# HARUNA LUNA BEST 2012-2020
『HARUNA LUNA BEST 2012-2020』は、春奈るなの2枚目のベストアルバムである。2021年7月21日にSACRA MUSICか各配信サイトで配信された。

## 音楽性
デビューして9年2カ月を迎えて，前回のベストアルバム『LUNA JOULE』から2年8カ月ぶりとなる，2枚目のベストアルバムである。デビュー以来のシングル・タイトル曲の他，
配信限定シングルの『るなティックワード』，『JUSTICE』，『ルパとアリエス』，『回転木馬』が収録されている。

## 収録曲
| #         | タイトル | 作詞                                 | 作曲                       | 編曲           | 時間  |
| --------- | --- | ------------------------------------ | -------------------------- | -------------- | ----- |
| 1.        | 「空は高く風は歌う」(Vアニメ『Fate/Zero』2ndシーズンエンディングテーマ)                                            | 梶浦由記                             | 梶浦由記                   | 森空青         | 4:29  |
| 2.        | 「Overfly」(TVアニメ『ソードアート･オンライン』フェアリィ・ダンス編エンディングテーマ)                             | Saku                                 | Saku                       | Saku           | 4:28  |
| 3.        | 「君がくれた世界」(日本テレビ系『ミュージックドラゴン』エンディングテーマ)                                         | 小川智之                             | 小川智之                   | 森空青         | 5:12  |
| 4.        | 「アイヲウタエ」(TVアニメ『＜物語＞シリーズセカンドシーズン』「猫物語（白）」「傾物語」エンディングテーマ)         | じん                                 | じん                       | じん           | 4:09  |
| 5.        | 「snowdrop -春奈るなver.-」(TVアニメ『＜物語＞シリーズセカンドシーズン』「恋物語」エンディングテーマ)              | meg rock                             | 田中秀和                   | 田中秀和       | 5:09  |
| 6.        | 「TRUE STORY」(PS3/PS Vita用ソフト『AKIBA'S TRIP2』主題歌)                                                         | マサキユウジ                         | マサキユウジ               | マサキユウジ   | 4:00  |
| 7.        | 「るなティックワード」(モバイルファンクラブ「るなティックプラネット」テーマソング)                                 | 春奈るな、安永龍平                   | 安永龍平                   | 安永龍平       | 4:39  |
| 8.        | 「Startear」(TVアニメ『ソードアート･オンラインⅡ』ファントム・バレット編エンディングテーマ)                         | 春奈るな、Saku                       | Saku                       | Saku           | 5:01  |
| 9.        | 「君色シグナル」(TVアニメ『冴えない彼女の育てかた』オープニングテーマ)                                             | 春奈るな、増谷賢                     | 増谷賢                     | 増谷賢         | 4:43  |
| 10.       | 「夜の虹を越えて」(PS3/PS Vita用ソフト『ソードアート･オンライン -ロスト・ソング-』エンディングテーマ)              | 大塚利恵                             | 安永龍平                   | 安永龍平       | 4:40  |
| 11.       | 「Ripple Effect」(TVアニメ『ハイスクール・フリート』エンディングテーマ)                                            | ZAQ                                  | ZAQ                        | ZAQ            | 4:03  |
| 12.       | 「Windia」(PS4/PS Vita用ソフト『ソードアート･オンライン -ホロウ・リアリゼーション-』オープニングテーマ)            | 杉坂天汰                             | 伊原シュウ                 | ツカダタカシゲ | 4:25  |
| 13.       | 「S×W -soul world-」(PS4/PS Vita「アクセル・ワールド VS ソードアート・オンライン -千年の黄昏-」オープニングテーマ) | KOTOKO                               | 小川智之                   | 森空青         | 4:02  |
| 14.       | 「ステラブリーズ」(テレビアニメ『冴えない彼女の育てかた♭』オープニングテーマ)                                      | 春奈るな                             | 杉坂天汰、ツカダタカシゲ   | ツカダタカシゲ | 4:06  |
| 15.       | 「KIRAMEKI☆ライフライン」(TVアニメ『URAHARA』エンディングテーマ)                                                   | 春奈るな、Saku                       | Saku                       | Saku           | 3:44  |
| 16.       | 「JUSTICE」(PS4/PS Vita用ソフト『Fate/EXTELLA-LINK』オープニングテーマ)                                            | 大塚利恵                             | 津波幸平                   | 津波幸平       | 4:27  |
| 17.       | 「桃色タイフーン」(TVアニメ『ゆらぎ荘の幽奈さん』オープニングテーマ)                                               | 大塚利恵                             | 藤井万利子                 | Saku           | 4:19  |
| 18.       | 「ルパとアリエス」                                                                                                 | 春奈るな、Saku                       | Saku                       | Saku           | 4:18  |
| 19.       | 「回転木馬」 | 春奈るな、重永亮介                   | 重永亮介                   | 重永亮介       | 5:02  |
| 20.       | 「glory days」(劇場版「冴えない彼女の育てかたFine」主題歌)                                                         | 沢井美空（blue but white）、春奈るな | 沢井美空（blue but white） | Saku           | 4:53  |
| 21.       | 「PEACE!!!」(TVアニメ『パズドラ』エンディングテーマ)                                                               | 春奈るな、大塚利恵                   | 津波幸平                   | 津波幸平       | 4:16  |
| 合計時間: | 合計時間: | 合計時間:                            | 合計時間:                  | 合計時間:      | 94:05 |